# Heidesee
Heidesee er en by i Landkreis Dahme-Spreewald i delstaten Brandenburg i Tyskland. 

## Geografi
Heidesee ligger omkring 30 kilometer sydøst for  Berlins centrum og ti kilometer øst for den tidligere distriktsby Königs Wusterhausen i et hedelandskab med skove (hovedsageligt fyreskove), søer, floder og kanaler. Kommunen ligger mellem Wolziger See, floden Dahme og Oder-Spreekanalen. Landskabet blev dannet af Weichsel-istiden (omkring 10.000 til 20.000 år siden).

### Nabokommuner
Følgende kommuner grænser op til Heidesee: Storkow (Mark), Tauche, Münchehofe, Groß Köris, Bestensee og Königs Wusterhausen.

## Historie
De nuværende bydele i kommunen har siden 1817 tilhørt Landkreis Beeskow-Storkow (Gräbendorf og Gussow til Landkreis Teltow) i den preussiske Provinsen Brandenburg . I 1952 blev stederne indlemmet i Kreis Königs Wusterhausen i DDR Bezirk Potsdam. De har været beliggende i Landkreis Dahme-Spreewald i Brandenburg siden 1993.
Heidesee kommune blev oprettet som en del af regionsreformen den 26. oktober 2003 fra den frivillige sammenlægning af de tidligere selvstændige kommuner Bindow, Blossin, Dannenreich, Friedersdorf, Kolberg og Prieros. Kommunerne af Dolgenbrodt, Gräbendorf, Gussow, Streganz og Wolzig blev indlemmet i den nydannede kommune Heidesee ved lov samme dato indarbejdet. Samtidig blev Amt Friedersdorf, som eksisterede fra 1992 til 2003, opløst.